# Куплинское сельское поселение
Ку́плинское се́льское посе́ление — сельское поселение в Шацком районе Рязанской области.
Административный центр — село Купля.

## История
Поселение утверждено 14 апреля 2009 года, советом депутатов муниципального образования Куплинское сельское поселение, в связи с законом «О наделении муниципального образования — Шацкий район статусом муниципального района», принятый Рязанской областной Думой 22 сентября 2004 года.

## Население
| 2010  | 2012  | 2013  | 2014  | 2015  | 2016  | 2017  | 2018  | 2019  |
| ----- | ----- | ----- | ----- | ----- | ----- | ----- | ----- | ----- |
| 1495  | ↘1469 | ↘1443 | ↘1405 | ↘1347 | ↘1301 | ↘1226 | ↘1158 | ↘1115 |
| 2020  | 2021  |       |       |       |       |       |       |       |
| ↘1105 | ↗1377 |       |       |       |       |       |       |       |

## Состав сельского поселения
| № | Населённый пункт | Тип населённого пункта       | Население |
| - | ---------------- | ---------------------------- | --------- |
| 1 | Важная           | деревня                      | ↗165      |
| 2 | Выша             | посёлок                      | ↘413      |
| 3 | Жданная          | деревня                      | ↘29       |
| 4 | Кормилица        | деревня                      | ↗57       |
| 5 | Купля            | село, административный центр | ↗167      |
| 6 | Николаевка       | деревня                      | ↘36       |
| 7 | Новоселки        | село                         | ↗300      |
| 8 | Шаморга          | село                         | ↘43       |
| 9 | Эммануиловка     | село                         | ↗60       |

## Местное самоуправление
Главы сельского поселения
- с 2009 года — Валентина Александровна Дюдяева[14]
- до 2023 года — Андрей Дмитриевич Ловкин
- с 2023 года — Александр Викторович Богатырёв